# يوسف سدان
يوسف سدان (بالعبرية יוסף סדן 17 يناير 1939 – 25 يناير 2025) كان أستاذًا في قسم الدراسات العربية والإسلامية في جامعة تل أبيب.

## حياته وأعماله
كان يوسف سدان ابن الكاتب والباحث دوف سدان، وشقيق الاقتصادي عزرا سدان. وُلِد في تل أبيب، حيث أكمل تعليمه في المدرسة الابتدائية "تل نورداو"، ثم واصل دراسته في القدس، في القسم الشرقي للمدرسة الثانوية المجاورة للجامعة العبرية، والتي تخرّج منها عام 1958.
درس سدان اللغة والأدب العربي للحصول على درجتي البكالوريوس والماجستير في الجامعة العبرية بين عامي 1958 و1963. كانت أطروحته لنيل درجة الماجستير بعنوان "البيت ومحتوياته في الشرق الأوسط في العصور الوسطى"، بإشراف البروفيسورين يهوشواع بلاو وإلياهو أشتور.
بين عامي 1965 و1970، أجرى دراسات الدكتوراه في جامعة السوربون في باريس، بإشراف البروفيسور كلود كاهن((Claude Cahen، والبروفيسور شارل بيلا (Charles Pellat)، والبروفيسورة جانين سورديل-تومين(Janine Sourdel-Thomine). تناولت أطروحته موضوع "الأثاث في الشرق الأوسط خلال العصور الوسطى". كما عمل لمدة عام كمساعد باحث في القسم السادس من المدرسة التطبيقية للدراسات العليا (باريس) (École Pratique des Hautes Études).
في عام 1970، بدأ سدان بالتدريس في جامعة تل أبيب، وفي الوقت ذاته، عمل أيضًا في الجامعة العبرية. اعتبارًا من عام 1976، انتقل للعمل بدوام كامل في جامعة تل أبيب، كما درّس جزئيًا في جامعة حيفا وكلية منشيه.
في عام 1976، أصبح محاضرًا كبيرًا في جامعة تل أبيب، ثم رُقّي إلى درجة أستاذ مشارك عام 1983، وأصبح أستاذًا كاملًا عام 1989. تقاعد عام 2007 بدرجة أستاذ فخري (بروفيسور أميريتوس). خلال مسيرته الأكاديمية، قضى إجازات علمية في السوربون والمكتبة الوطنية الفرنسية في باريس، بالإضافة إلى جامعة لايدن في هولندا. حتى أكتوبر 2009، كان يشغل كرسي إيرين هيلموس للأدب العربي.

## أبحاثه ودراساته
تركّزت أبحاث يوسف سدان حول الحضارة الاجتماعية والمادية، والأدب العربي في العصور الوسطى، وخاصة النثر (الأدب)، بالإضافة إلى العلاقات اليهودية-العربية، بما في ذلك دراسة يهودا الحريزي والفرقة الشبتائيّة. في السنوات الأخيرة، ركّز اهتمامه أيضًا على استعادة القصص، وهي أشبه بروايات ما قبل الحداثة على غرار ألف ليلة وليلة.

### الأثاث في الشرق الأوسط خلال العصور الوسطى
نُشرت نسخة مُحسّنة وموسّعة من أطروحة الدكتوراه الخاصة بسدان عام 1976 في كتاب بعنوان Le mobilier au Proche-Orient médiéval عن دار نشر بريل في لايدن. في هذا الكتاب، تناول سدان جوانب مهمَلة في دراسة الحياة اليومية، لا سيما حياة الطبقات الشعبية، والتي نادرًا ما يتم ذكرها في النصوص الأدبية أو التاريخية. وقد اكتشف هذه الجوانب من خلال إشارات عابرة في النصوص، بالإضافة إلى القليل من الأدلة الأيقونية (الإيقونوغرافيا). كما سدّ هذه الفجوة البحثية من خلال دراسة وثائق زواج العرائس اليهوديات المكتوبة أساسًا بالعربية اليهودية، والتي عُثرَ عليها في الجنيزة القاهرية.

### "لا ألف ولا ليلة"
صدر هذا الكتاب عام 2003 عن دار النشر عام عوفيد. يتضمّن مجموعة من القصص المخطوطة التي لم تُنشر من قبل، والتي كان من الممكن أن تُلحَق بسهولة ضمن كتاب ألف ليلة وليلة، لكنها لم تحظَ بهذه الفرصة لأسباب مختلفة، رغم أنها لا تقل جمالًا عنها.
يفتح الكتاب نافذة على عالم موازٍ لألف ليلة وليلة، حيث يعرض نصوصًا أشبه بالروايات في الأدب العربي قبل ظهور الرواية الحديثة. كما يعكس جانبًا من الأدب الشعبي وتقاليد الحكواتيين، الذين ربما كانوا يُدوّنون قصصهم أحيانًا، مما يفسّر وجود نسخ مختلفة للقصة ذاتها، حيث لم يكن الحكواتي ينسخ النص بل كان يسرده بأسلوب متجدّد.
يبرز في الكتاب عدد من النصوص المشبّعة بالشعر، مما يدل على أن الحكواتيين الشعبيين استمروا بطريقة ما في تقاليد الشعر العربي الكلاسيكي (الشّعريَّة أو البويطيقا). في عام 2004، نُشر الكتاب أيضًا بنسخة فرنسية تحت عنوان Et il y eut d'autres nuits، ومن المتوقع صدوره قريبًا باللغة العربية.
رغم أن هذه النصوص تدّعي تمثيل الثقافة العباسية أو المملوكية، إلا أن العديد من المخطوطات التي وصلتنا تعود غالبًا إلى فترة لاحقة، وهي بدايات العهد العثماني.

### الفكاهة العربيّة
صدرَت في عام 2007، في بيروت وكولونيا نسخة منقحة من كتاب سدان عن الفكاهة العربية، والذي صدر أصلًا في إسرائيل بين عامي 1984-1985. تناول سدان في كتابه هذا الفروقات بين النصوص الرفيعة، وبين نوع من الفكاهة التي ربما كانت أكثر شعبية، كما تناول تفرّعها إلى تنويعات مختلفة، وأحيانًا متناقضة، لنفس الفكرة الفكاهية المنسوبة إلى شخصيات مختلفة عبر العصور. كما ناقش العلاقة بين الحاجة إلى الفكاهة، والأجواء الجدية الصارمة في بلاطات الحُكّام والخلفاء، التي أدّت إلى الشعور بالملل وشجّعت على استقدام أصحاب الفُكاهة، والمهرجين والشخصيات الغريبة وما شابه، ممَّا خلق نوعًا من الأدواء اللّطيفة غير الرّسميّة. وهو مفهوم كان له مصطلحات خاصَّة في العصور الوسطى. والكتاب على العُموم بحث في الأدب الفكاهي في سياقه الاجتماعي، مع تركيز خاص على النكات المتعلقة بالشخصيات المُزعجة وهم ما يُعرفون في الأدب العربي باسم "الثُّقَلاء".

### تقدير تطور التعابير الشعرية
طوّر يوسف سدان، من خلال النصوص والرسومات البيانية، منهجية لتقدير تطوُّر التعابير البلاغية، وأطلق عليها اسم "علم المعاني"، وهو يختلف عن علم الشعر المعروف في العصور الوسطى باسم البلاغة، لكنه في الوقت نفسه يُكمله. وفقًا لهذا التقدير، يقوم شاعر بابتكار تعبير بلاغي يتكون من زخارف وصور بيانية، ثم يأتي شاعر آخر ويعمل على تحسين هذا التعبير، إما من خلال إعادة صياغة نفس المحتوى مع تغيير الوزن والقافية، أو في معظم الأحيان عن طريق تعديل بعض العناصر. ثم يأتي شاعر ثالث ليطوّر التعبير استنادًا إلى الشاعر الذي سبقه، وهكذا دواليك. وبهذه الطريقة، يُنظر إلى تطوير الشاعر اللاحق لتعابير الشاعر السابق على أنه "مادة خام" تُستخدم لمزيد من التطوير من قبل الشعراء اللاحقين. تُفسِّرُ هذه الظاهرة أيضًا كيف استعار الشعراء اليهود في الأندلس التعابير البلاغية العربية وجعلوها جزءًا من الأدب العبري، من خلال ملاءمتِها مع المفاهيم التوراتية وغيرها، مما يُظهر أنهم كانوا يستمرون ببساطة في تقاليد تطوير التعابير البلاغية السائدة في الثقافة العربية، وليس في ذلك أي اقتباس غير مشروع أو سرقة أدبية (انتحال، أي سرقة فكرية). في هذا المجال، أجرى الدكتوران نادر مصاروة ومحمد جبارين أبحاثهما لنيل درجة الدكتوراه تحت إشراف سدان، وهما يواصلان دراسة هذا الموضوع البلاغي.

### تقاليد الكتابة وموادها، وكيف تكوّنتالجنيزة؟
أجرى سدان مقارنة بين عادات وتقاليد الإسلام واليهودية فيما يتعلق بالالجنيزة، أي ما يجب فعله بالكتب المقدّسة البالية، أو التي أصابتها النجاسة وفقًا للإسلام، وهو موضوع ذو تأثير كبير على مفهوم الجنيزة في اليهودية. إن زاوية نظره، التي تشمل الأحكام الإسلامية الصريحة والشعبية، تفتح نافذة لفهم ظاهرة الجنيزة اليهودية، رغم الفروقات بين الديانتين. وذلك لأن التوجيهات المختصرة بشأن جنيزة الكتابات كانت موجودة لدى اليهود منذ كتبهم القديمة (وقد بحث في ذلك، من بين آخرين، مناحم هران)، ولكن في الإسلام تم الحفاظ على جميع النقاشات والتخبُّطات، والتناقضات والإمكانيّات التي سبقت تلك التوجيهات الواضحة، بل ورافقتها على مر العصور.

### الإسلام واليهودية
بحث سدان في الوشائج بين العربية والعبرية، وبين الإسلام واليهودية، وقام بدراسة الجوانب الأقل شهرة في هذه العلاقات. على سبيل المثال، تناول الحركة الشبتائية في اليمن (وهي حركة محلية يصفها البعض بأن علاقتها بالشبتائية العامة ضعيفة)، وكذلك المراسيم التي فُرضت على يهود اليمن بسبب هذه الصحوة، التي اعتبرتها السلطات اليمنية تمردًا.
موضوع آخر مرتبط باليهودية أو بالدراسات العبرية هو الشعر العبري المتأثر بالشعر العربي (انظر أدناه: الحريزي)، بالإضافة إلى القضايا المتعلقة بالصراع بين الأديان، مثل الجدل الإسلامي-اليهودي، أي بين الديانتين، والموقف من الكتب المقدسة لكل منهما، وكذلك الموقف من الأماكن المقدسة، مثل قبور الأنبياء التوراتيين، وخاصة قبر النبي موسى.

### أصحاب الحرف
غالبًا ما تتجاهل الأدبيات الرفيعة والمؤرخون الرسميون وصف أصحاب الحرف وأهل الأسواق، مثل: الصاغة، والخبازين، وحفاري القبور، وغيرهم من أصحاب المهن العديدة، باستثناء نوع أدبي معين تطوَّر أحيانًا بروح فكاهية لوصفهم، لا سيما من خلال وضع عبارات أدبيّة على لسان كل واحد منهم. كان دور أصحاب المهن هؤلاء يتمثل في إلقاء العبارات الأدبية المنمّقة التي تتضمّن وصفًا لموضوع أدبي، ولكن بأساليب مصطلحات مستقاة من مهنهم الوضيعة، ممّا يُولِّدُ مفارقة مُضحكة، وهذا ما جعل هذا الشخصيّات تقتربُ جدًا من عالم المسرح؛ وهنا نشأت نقطة التقاء بين مخطوطات سدان وأبحاث البروفيسور شموئيل موريه حول "المسرح الحي" العربي في الفترة التي سبقت العصر الحديث. في هذا السياق، سيصدران كتابًا بعنوان "الأبعاد الدرامية والتقسيم الاجتماعي: مسرحيتان مصريتان من العصور الوسطى" (Dramatic Dimensions and Social Strata; Two Medieval Egyptian Plays)